# 莽山银耳
莽山银耳（学名：Tremella mangensis）是属于银耳目银耳科银耳属的一种真菌，丛生于阔叶林中的阔叶树朽木上。该种分布于中国湖南莽山。